# 詹姆斯·奧格威
詹姆斯·羅伯特·布魯斯·奧格威（英語：James Robert Bruce Ogilvy；1964年2月29日—）是一名英國園景設計師，也是奢侈品雜誌《奢華簡報》的創辦人兼編輯。他是歐國偉爵士與肯特的雅麗珊郡主的長子。

## 早年生活
詹姆斯在1964年2月29日出生於其父母常居住的里士滿公園茅草屋小屋。他在同年5月由坎特伯雷大主教亞瑟·邁克爾·拉姆齊主持受洗，並由英女王伊麗莎白二世等七人擔任教父母。詹姆斯在出生時在英國王位繼承順序中排名第13順位；截至2025年1月則排名第59順位。

## 教育與職業
詹姆斯最初與威塞克斯伯爵愛德華王子、海倫·溫莎女勳爵和薩拉·阿姆斯特朗-瓊斯女勳爵一起在「宮廷學校」接受教育。詹姆斯與威愛德華王子其後一同前往吉布斯預備學校學前班和希瑟塘預備學校就讀。他後續則先後就讀於伊頓公學及聖安德魯斯大學，並取得藝術歷史文學碩士學位。詹姆斯在1990年至1991年間，於克蘭菲爾德大學修讀並取得了工商管理碩士學位。
畢業後，他曾先後在巴克萊銀行和愛丁堡的一家船舶代理公司工作。
詹姆斯於1996年創辦奢侈品雜誌《奢華簡報》，並自行擔任該雜誌的編輯。他同時也是一名專業攝影師和園景設計師。

## 個人生活
1988年7月30日，詹姆斯與茱莉亞·卡羅琳·羅林森（Julia Caroline Rawlinson）在薩弗倫沃爾登聖瑪麗童貞教堂舉行婚禮。二人婚後育有兩名子女：
- 弗洛拉·亞歷山德拉·維斯特伯格（Flora Alexandra Vesterberg；1994年12月15日出生於蘇格蘭愛丁堡）：長女弗洛拉經營一家當代藝術機構[17]。她在2020年9月26日於聖詹姆士宮皇家教堂與蒂莫西·維斯特伯格（Timothy Vesterberg）結婚，並於翌年再次舉行以更新婚禮誓言為名的慶祝儀式[18][19]。

- 亞歷山大·查爾斯·奧格威（Alexander Charles Ogilvy；1996年11月12日出生於蘇格蘭愛丁堡）

詹姆斯是約克公爵安德魯王子與約克公爵夫人莎拉的幼女尤金妮公主的教父。
詹姆斯於1997年與妻兒一同在佛羅里達州渡假的時候，曾在海中被鯊魚咬傷腿部，需縫合30針。

## 祖先
詹姆斯的外祖父母是肯特公爵喬治親王和希臘和丹麥的瑪麗娜公主。喬治親王是英王喬治五世的第四子；瑪麗娜公主則是希臘和丹麥的尼古拉奧斯王子與俄羅斯埃琳娜·弗拉基米洛芙娜女大公的幼女。他有一個妹妹，瑪麗娜·奧格威。